# Соціальна реальність
Соціа́льна реа́льність — це вся сукупність умов суспільного життя, які виступають перед членами суспільства як надіндивідуальні, об'єктивно дані обставини їхнього існування.
Соціальна реальність складається з множини явищ, які Дюркгейм називає соціальними фактами. Соціальні факти — особливий тип явищ, що мають місце тільки в суспільстві, тільки у спільному житті людей. Вони, з одного боку, відрізняються від явищ природи: соціальні факти завжди містять у собі якусь складову, що витікає від людини і якої немає у фізичних, хімічних, біологічних фактах. А з іншого боку, соціальні явища з їхньою позаіндивідуальною, об'єктивною даністю відрізняються і від фактів свідомості, від суб'єктивних «станів душі» індивіда. 
Особливостями, що відрізняють соціальний факт від психічного, є:
- його зовнішнє існування по відношенню до індивідуальних свідомостей;
- примусовий вплив, який він чинить на індивідуальні свідомості.

Явища природи, що розглядаються в їхньому власному, незалежному від людини, бутті, мають якісь об'єктивно властиві їм характеристики. Ці характеристики становлять їхню матеріальну визначеність, і крім
неї жодної іншої визначеності вони самі по собі не мають. Інакше щодо соціальної реальності. На відміну від природних речей всі речі, що належать до неї, мають подвійну визначеність.
З одного боку, у них, як і у природних явищ, теж є матеріальна визначеність, тобто їх можна розглядати як реальність, яка існує сама по собі, окремо від людини, і характеризується об'єктивно притаманними їй властивостями. Але, з іншого боку, всі явища соціальної реальності мають ще й іншу, духовну визначеність.
у них втілено те, що називають «смислом», «значенням». Ця духовна визначеність з'являється в них тому, що людина зтіліснює у них свої уявлення, цілі, бажання тощо.

## Склад соціальної реальності
Соціальна реальність складається з множини різнорідних, але взаємопов'язаних явищ, систематизація яких є важким завданням. Не ставлячи такого завдання, виділимо лише деякі найважливіші компоненти соціальної
реальності.
Самі люди, їхні спільноти, відносини, дії — це головна складова соціальної реальності, що створює її силу. Людина, в якій поєднується матеріальне та духовне, тіло і душа, поширює цю свою «подвійність» навколо себе. Двошарове — матеріальне та духовне — утримання соціальної реальності є слід, що залишається  на всьому, що є в людському світі. Крім того, що кожен індивід повинен вирішувати «для себе» питання про сенс своїх дій і свого життя взагалі, у суспільстві його поведінка і він сам набувають сенсу «для інших». Люди й групи людей стають соціальними символами, носіями особливого сенсу, оскільки вони виступають не просто як живі істоти, а як кінозірка, письменник, політичний вождь, представник тієї чи іншої професії тощо.